# Paracomitas haumuria
Paracomitas haumuria is een slakkensoort uit de familie van de Pseudomelatomidae. De wetenschappelijke naam van de soort is voor het eerst geldig gepubliceerd in 1979 door Beu.